# Eric van Kessel
Eric van Kessel, né à Budel le 28 février 1966, est un joueur de football néerlandais qui évoluait comme milieu de terrain ou défenseur. Il a joué toute sa carrière aux Pays-Bas et en Belgique, avec une pige de quelques mois en Angleterre.

## Carrière
Eric van Kessel commence le football dans le club de son village natal, le SV Budel. En 1986, il rejoint le PSV Eindhoven mais ne parvient pas à s'imposer dans l'effectif, ne disputant aucune rencontre durant sa première saison et seulement quatre la suivante, ponctuée par un titre de champion national. Après deux saisons, il part pour la Belgique et signe au KSK Beveren, en même temps que son équipier Eric Viscaal. Il trouve une place de titulaire dans le club waeslandien mais au terme de sa deuxième saison, l'équipe est reléguée en Division 2. Au début du mois de septembre 1990, il décide alors de rentrer aux Pays-Bas et s'engage avec De Graafschap, en deuxième division néerlandaise. Il remporte le titre de champion un an plus tard, ce qui permet donc au club de monter en Eredivisie. Après une saison au plus haut niveau, il part au FC Groningue. Avec son nouveau club, il dispute le premier tour de la Coupe UEFA mais est éliminé par les Hongrois du Vác Samsung.
En janvier 1993, Eric van Kessel est transféré par le FC Utrecht. Il y reste trois saisons, luttant chaque année pour le maintien. En 1996, il repart pour la Belgique et s'engage avec le KFC Lommelse SK. Le joueur désormais trentenaire apporte son expérience à l'équipe, qui réalise la meilleure saison de l'histoire du club en terminant à la cinquième place finale, qualificative pour la Coupe Intertoto 1997. Malgré une invincibilité durant les quatre rencontres du premier tour, le club ne franchit pas ce stade de la compétition européenne. En championnat, les résultats sont moins bons mais le club parvient en finale de la Coupe de la Ligue. Eric Van Kessel dispute l'intégralité du match, remporté 2-1 face au Germinal Ekeren, synonyme de nouvelle qualification pour la Coupe Intertoto. Après une saison 1998-1999 sans éclat ni tracas, le joueur et le club vivent un championnat 1999-2000 difficile. Les résultats sont mauvais et l'équipe termine en dernière position, ce qui la condamne à une relégation en Division 2. Sur un plan personnel, Eric Van Kessel est tracassé par des blessures qui l'écartent des terrains durant quasiment toute la compétition, ne lui permettant de disputer que douze matches durant l'année.
Eric van Kessel n'accompagne pas ses équipiers après la relégation. Il part pour l'Angleterre, où il signe un contrat avec les Bristol Rovers, un club de troisième division. Il n'y reste que cinq mois et retourne ensuite en Belgique en janvier 2001, à Overpelt Fabriek, qui évolue en Division 3. Il y preste durant deux ans et demi puis met un terme à sa carrière de joueur professionnel en mai 2003.

## Palmarès
- Une fois champion des Pays-Bas en 1988 avec le PSV Eindhoven.
- Une fois champion des Pays-Bas de Division 2 en 1991 avec De Graafschap.
- Vainqueur de la Coupe de la Ligue belge en 1998 avec le KFC Lommelse SK.

## Statistiques
| Saison                | Club                  | Championnat           | Championnat | Championnat | Coupe nationale | Coupe nationale | Coupe de la Ligue | Coupe de la Ligue | Compétition(s) continentale(s) | Compétition(s) continentale(s) | Compétition(s) continentale(s) | Total | Total |
| Saison                | Club                  | Division              | M.          | B.          | M.              | B.              | M.                | B.                | Comp.                          | M.                             | B.                             | M.    | B.    |
| 1986-1987             | PSV Eindhoven         | Eredivisie            | 0           | 0           | 0               | 0               | 0                 | 0                 | -                              | 0                              | 0                              | 0     | 0     |
| 1987-1988             | PSV Eindhoven         | Eredivisie            | 4           | 0           | 0               | 0               | 0                 | 0                 | -                              | 0                              | 0                              | 4     | 0     |
| Sous-total            | Sous-total            | Sous-total            | 4           | 0           | 0               | 0               | 0                 | 0                 | -                              | 0                              | 0                              | 4     | 0     |
| 1988-1989             | KSK Beveren           | Division 1            | 31          | 2           | 0               | 0               | 0                 | 0                 | -                              | 0                              | 0                              | 31    | 2     |
| 1989-1990             | KSK Beveren           | Division 1            | 28          | 2           | 3               | 2               | 0                 | 0                 | -                              | 0                              | 0                              | 31    | 4     |
| 1990-1991             | KSK Beveren           | Division 2            | 1           | 0           | 1               | 0               | 0                 | 0                 | -                              | 0                              | 0                              | 2     | 0     |
| Sous-total            | Sous-total            | Sous-total            | 60          | 4           | 4               | 2               | 0                 | 0                 | -                              | 0                              | 0                              | 64    | 6     |
| 1990-1991             | De Graafschap         | Eerste divisie        | -           | -           | -               | 0               | 0                 | 0                 | -                              | 0                              | 0                              | 0     | 0     |
| 1991-1992             | De Graafschap         | Eredivisie            | 4           | 0           | -               | 0               | 0                 | 0                 | -                              | 0                              | 0                              | 4     | 0     |
| Sous-total            | Sous-total            | Sous-total            | 4           | 0           | -               | -               | 0                 | 0                 | -                              | 0                              | 0                              | 4     | 0     |
| 1992-1993             | FC Groningue          | Eredivisie            | 1           | 0           | -               | 0               | 0                 | 0                 | -                              | 0                              | 0                              | 1     | 0     |
| 1993-1994             | FC Groningue          | Eredivisie            | 6           | -           | -               | 0               | 0                 | 0                 | -                              | 0                              | 0                              | 6     | 0     |
| Sous-total            | Sous-total            | Sous-total            | 7           | 0           | -               | -               | 0                 | 0                 | -                              | 0                              | 0                              | 7     | 0     |
| 1993-1994             | FC Utrecht            | Eredivisie            | 4           | 0           | -               | 0               | 0                 | 0                 | -                              | 0                              | 0                              | 4     | 0     |
| 1994-1995             | FC Utrecht            | Eredivisie            | 22          | 1           | -               | 0               | 0                 | 0                 | -                              | 0                              | 0                              | 22    | 1     |
| 1995-1996             | FC Utrecht            | Eredivisie            | 29          | 0           | -               | 0               | 0                 | 0                 | -                              | 0                              | 0                              | 29    | 0     |
| Sous-total            | Sous-total            | Sous-total            | 55          | 1           | -               | -               | 0                 | 0                 | -                              | 0                              | 0                              | 55    | 1     |
| 1996-1997             | KFC Lommelse SK       | Division 1            | 30          | 0           | 1               | 0               | 0                 | 0                 | -                              | 0                              | 0                              | 31    | 0     |
| 1997-1998             | KFC Lommelse SK       | Division 1            | 27          | 1           | 1               | 0               | 2                 | 0                 | C4                             | 4                              | 0                              | 34    | 1     |
| 1998-1999             | KFC Lommelse SK       | Division 1            | 24          | 0           | 2               | 1               | 3                 | 0                 | C4                             | 4                              | 0                              | 33    | 1     |
| 1999-2000             | KFC Lommelse SK       | Division 1            | 11          | 0           | 1               | 0               | 0                 | 0                 | -                              | 0                              | 0                              | 12    | 0     |
| Sous-total            | Sous-total            | Sous-total            | 92          | 1           | 5               | 1               | 5                 | 0                 | -                              | 8                              | 0                              | 110   | 2     |
| 2000-2001             | Bristol Rovers        | Division Two          | -           | -           | -               | -               | -                 | -                 | -                              | 0                              | 0                              | 0     | 0     |
| Sous-total            | Sous-total            | Sous-total            | -           | -           | -               | -               | -                 | -                 | -                              | 0                              | 0                              | 0     | 0     |
| 2000-2001             | Overpelt Fabriek      | Division 3            | 13          | 2           | 0               | 0               | 0                 | 0                 | -                              | 0                              | 0                              | 13    | 2     |
| 2001-2002             | Overpelt Fabriek      | Division 3            | 21          | 2           | 1               | 1               | 0                 | 0                 | -                              | 0                              | 0                              | 22    | 3     |
| 2002-2003             | Overpelt Fabriek      | Division 3            | 10          | 0           | 1               | 0               | 0                 | 0                 | -                              | 0                              | 0                              | 11    | 0     |
| Sous-total            | Sous-total            | Sous-total            | 44          | 4           | 2               | 1               | 0                 | 0                 | -                              | 0                              | 0                              | 46    | 5     |
| Total sur la carrière | Total sur la carrière | Total sur la carrière | 200         | 9           | 11              | 4               | 5                 | 0                 | -                              | 8                              | 0                              | 224   | 13    |